# 크리스 로랑줴
크리스 로레인저(Chris Loranger)는 현 스타크래프트 II 프로게이머로 이블 지니어스에 소속되어 있다. 아이디는 Huk이며 종족은 프로토스이다.
이블 지니어스 소속.

## 수상 경력
- 2010 MLG Raleigh 우승
- 2010 IEM Season V - American Championships 3위
- 2010 MLG Pro Circuit 워싱턴 D.C. 3위
- 2010 블리즈컨 스타크래프트2 부문 8강
- 2011 인텔 글로벌 스타크래프트 II 리그 Mar. Code A 8강
- 2011 LG 시네마 3D, 인텔코리아 글로벌 스타크래프트 II 리그 월드 챔피언쉽 서울 WC 16강
- 2011 LG 시네마 3D, 인텔코리아 글로벌 스타크래프트 II 리그 May Code S 32강
- 2011 LG 시네마 3D, 인텔코리아 슈퍼 토너먼트 32강
- 2011 PEPSI 글로벌 스타크래프트 II 리그 July Code S 16강
- 2011 PEPSI 글로벌 스타크래프트 II 리그 Aug. Code S 8강
- 2011 소니 에릭슨 글로벌 스타크래프트 II 리그 Oct. Code S 32강
- 2011 소니 에릭슨 글로벌 스타크래프트 II 리그 Nov. Code S 16강
- 2011 MLG Pro Circuit 댈러스 9위
- 2011 DreamHack Summer 우승
- 2011 MLG Pro Circuit 애너하임 7위
- 2011 MLG Pro Circuit Raleigh 7위
- 2011 MLG Pro Circuit Orlando 우승
- 2011 MLG Pro Circuit Providence 5위
- WCG 2011 그랜드파이널 스타크래프트2 부문 16강
- 2011 HomeStory Cup III 우승
- 2012 핫식스 2012 글로벌 스타크래프트 II 리그 시즌 1 Code A 48강
- 2012 핫식스 2012 글로벌 스타크래프트 II 리그 시즌 2 Code A 48강
- 2012 MLG Winter Championship 4위
- 2012 NASL Season 3 8강
- 2012 배틀넷 월드 챔피언쉽 시리즈 SC2 2012 그랜드파이널 상하이 32강
- 2012 MLG Winter Arena 3위
- 2013 핫식스 2013 글로벌 스타크래프트 II 리그 시즌 1 Code S 32강
- 2013 MLG Winter Championship 32강
- 2013 WCS Season 1 America PL 32강/CL 1라운드 → Group Stage/PL 승격
- 2013 MLG Spring Championship 공동 13위
- 2013 WCS 아메리카 시즌 2 프리미어 리그 32강
- 2013 WCS 아메리카 시즌 2 챌린저리그 24강
- 2013 WCS 아메리카 시즌 3 프리미어 리그 16강
- 2014 WCS 아메리카 시즌 2 프리미어리그 32강
- 2014 WCS 아메리카 시즌 3 프리미어리그 8강 (진행중)